# Odontocarya syncretica
Odontocarya syncretica är en tvåhjärtbladig växtart som beskrevs av Rupert Charles Barneby. Odontocarya syncretica ingår i släktet Odontocarya och familjen Menispermaceae. Inga underarter finns listade i Catalogue of Life.